# Wassermühle Lassan

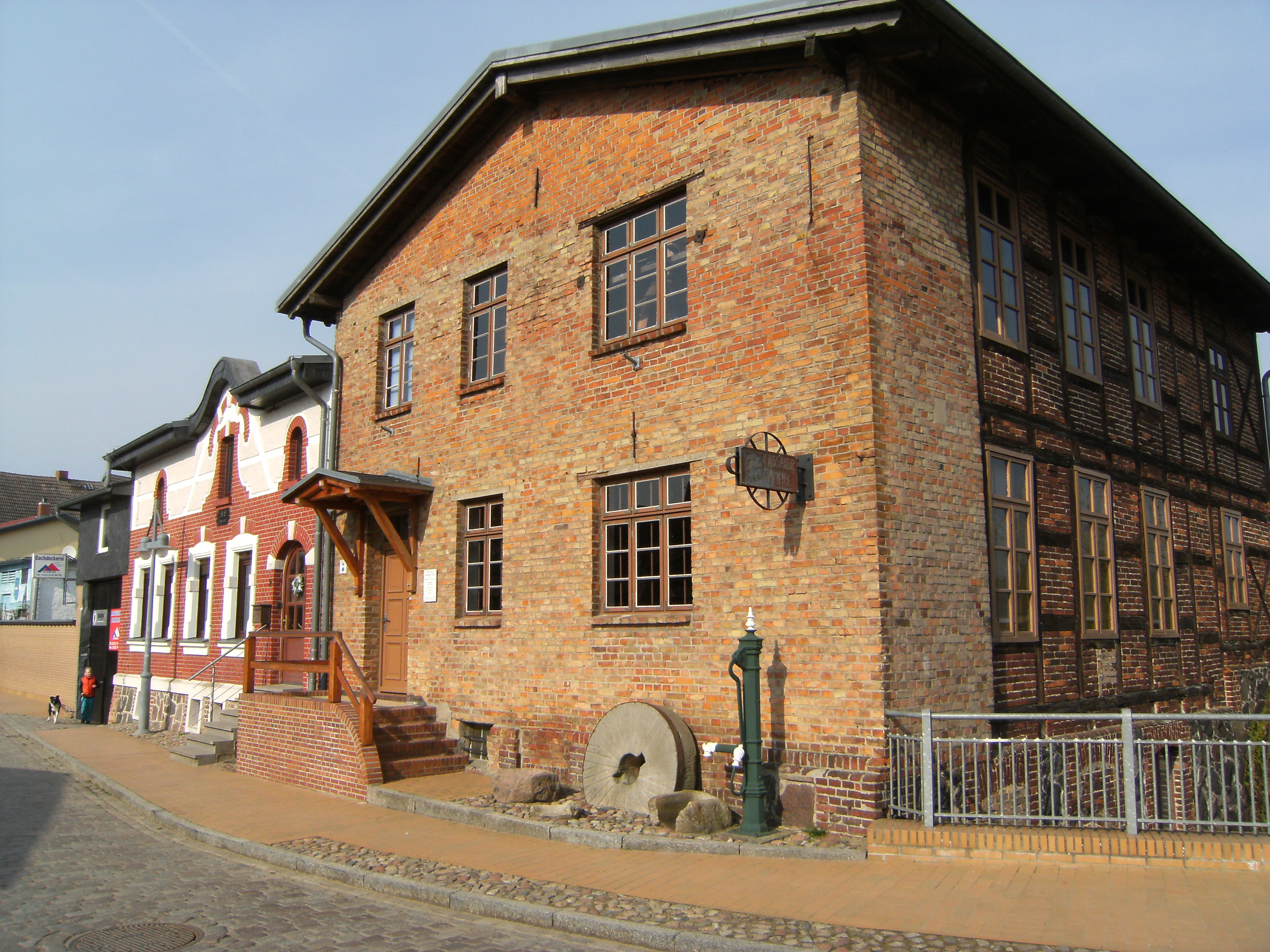
Wohnhaus und Mühlenhaus

Die Wassermühle Lassan am Mühlengraben in Lassan (Mühlenstraße 2/3), Mecklenburg-Vorpommern, stammt aus dem 19. Jahrhundert und beherbergt heute das Museum Lassaner Mühle. Auf dem gegenüberliegenden Grundstück befindet sich die zugehörige Friedrich-von-Lösewitz-Halle.
Das Gebäude steht unter Denkmalschutz.

## Geschichte

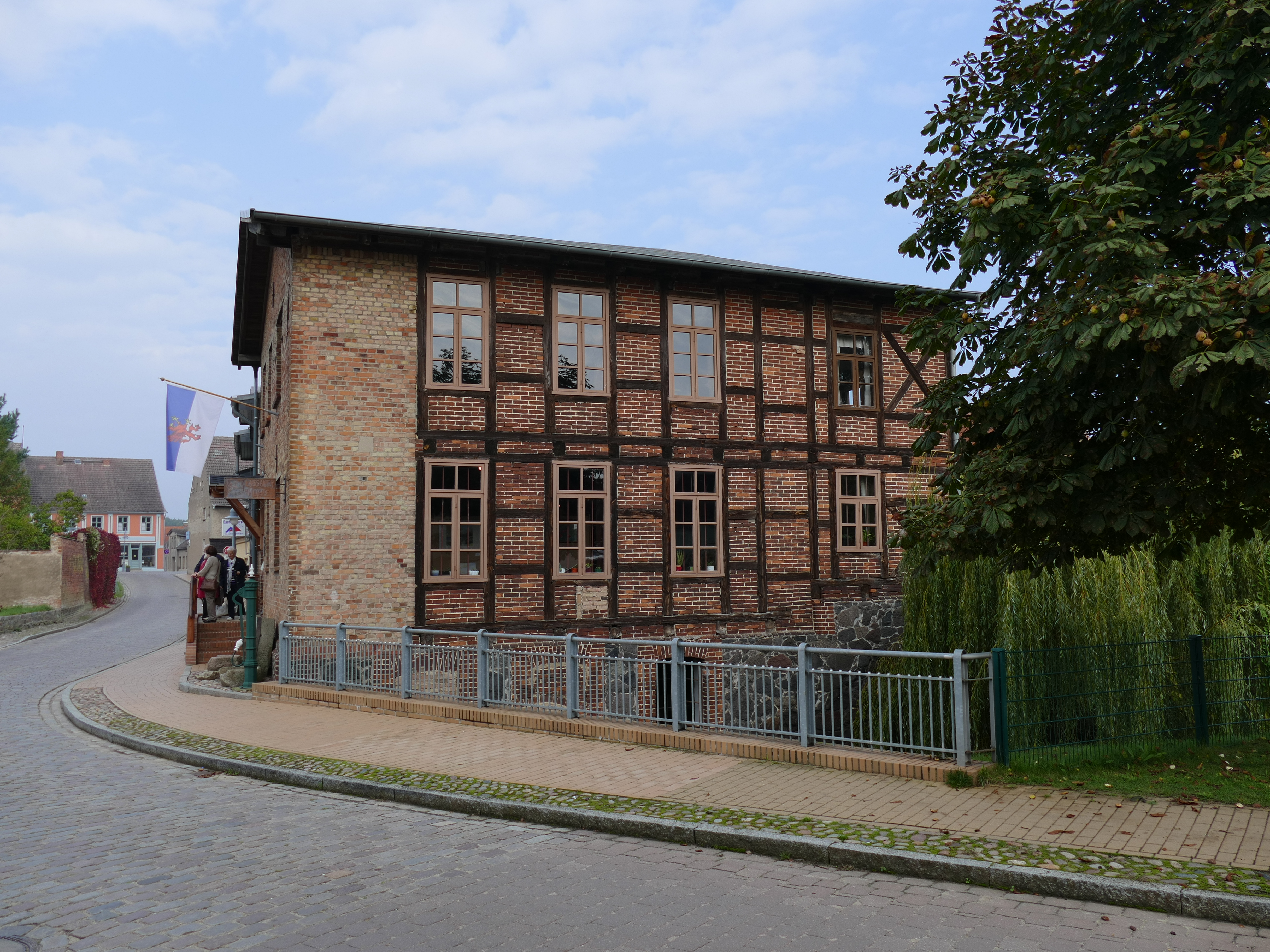
Seitenansicht Mühlengebäude

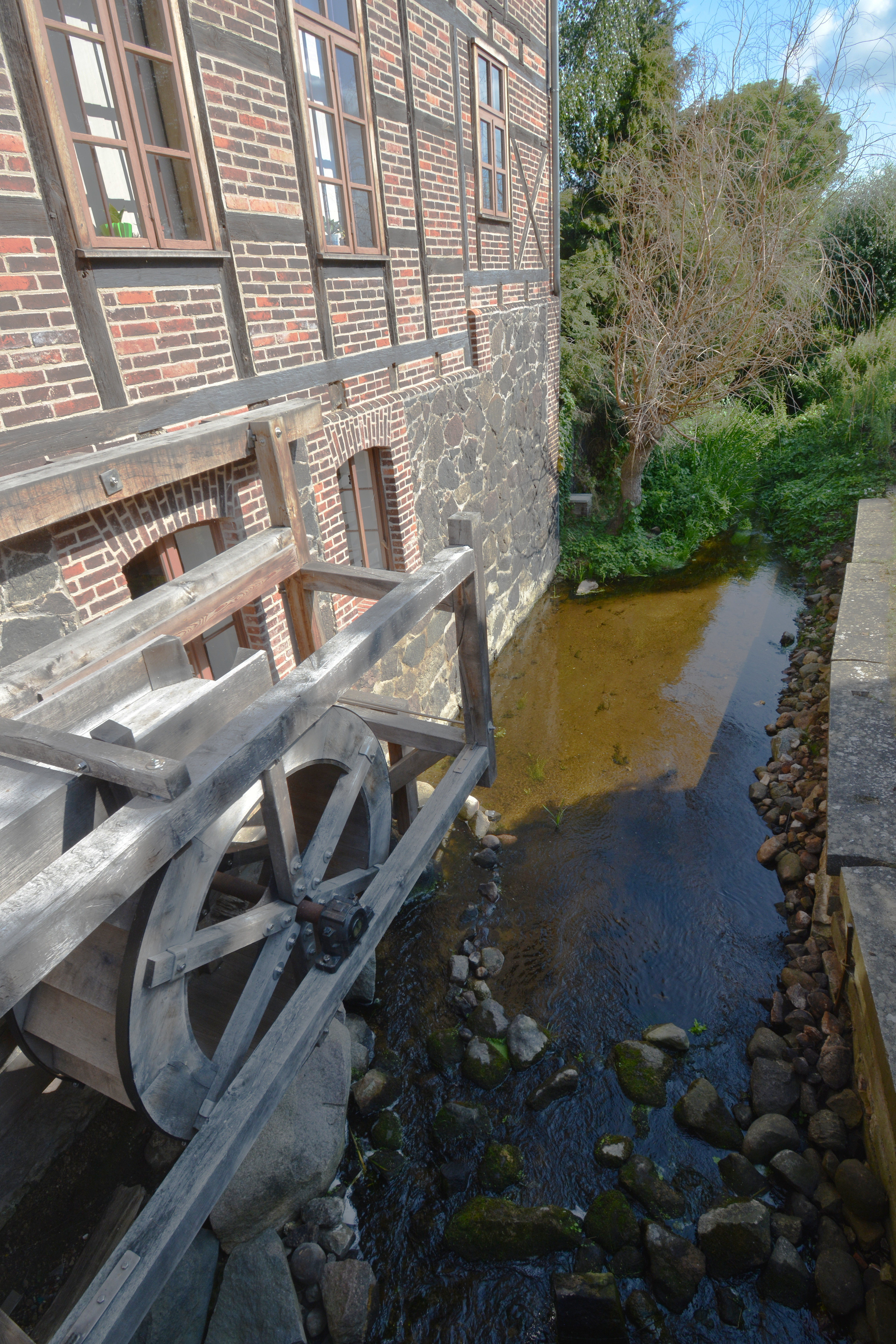
Seitenansicht Mühlengebäude mit Wasserrad (2019)

Die Ortschaft Lassan (1483 Einwohner, Stand 2019) wurde im Jahr 1136 erstmals als Fischersiedlung mit einer Burg erwähnt. Sie erhielt 1270 das Stadtrecht. Im Jahr 1410 wurde an dieser Stelle eine Wassermühle erwähnt. Zur Geschichte der Mühle im Besitz der jeweiligen Landesherren ist bis Anfang des 18. Jahrhunderts nichts weiter bekannt. 1803 brennt sie ab und wird auf den alten Fundamenten zwischgeschossig wieder aufgebaut. Ab diesem Zeitpunkt ist sie in Privatbesitz.
Auf einem eingeschossigen Natursteinsockel wurde im 19. Jahrhundert das heutige zweigeschossige Fachwerkgebäude mit einem Steingiebel errichtet und war bis in das 20. Jahrhundert eine für Lassan wichtige Produktionsstätte. Links neben dem Mühlengebäude entstand später ein Büro- und Wohnhaus. Nach der Beendigung des Betriebes erwarb die Stadt die Häuser.
Bis 1930 wurde die Mühle mit einem oberschlächtigen Wasserrad betrieben, danach mit Dieselmotoren und ab 1950 mit Elektromotoren. Mit der Umstellung auf Elektromotoren erfolgte auch eine Modernisierung der Maschinen und der Einbau von Walzenstühlen. Seit 1976 wurde das Mühlengebäude nur noch als Lager für die Stadt genutzt; die technischen Einrichtungen der Mühle blieben aber erhalten. 1982 plante der Kulturbund Lassan und eine Interessensgemeinschaft hier ein Heimatmuseum einzurichten. Der Umbau wurde bis 1988 durch die Bürger mit Hilfe von Lassaner Betrieben und Finanzhilfen des Rates des Kreises realisiert.
Das Heimatmuseum zeigt die Maschinen des Mühlenbetriebes, die Entwicklung der Stadt seit der Frühgeschichte, landwirtschaftliche Geräte sowie die Fischerei- und Hafengeschichte. In einer Ausstellung wird die Geschichte des Holzhandwerkes von um 1890 bis 1910 dargestellt, als in Lassan zeitweise um 200 Tischler in bis zu 25 Betrieben tätig waren. Im Ort dokumentieren auch die vielen verschiedenen Haustüren diesen Zeitraum. Nach 1993 wurden die Häuser im Rahmen der Städtebauförderung saniert. Die IG Heimatgeschichte Lassan betreut auch das technische Museum.
Friedrich von Loesewitz (1819–1908), nach dem die Halle benannt wurde, war Rittergutsbesitzer und für die konservative Deutsche Reichspartei Mitglied des Deutschen Reichstags.